# تاکاشی کواهارا
تاکاشی کواهارا (انگلیسی: Takashi Kuwahara؛ زادهٔ ۵ مهٔ ۱۹۴۸) بازیکن فوتبال اهل ژاپن است.
از باشگاه‌هایی که در آن بازی کرده‌است می‌توان به باشگاه فوتبال جف یونایتد ایچیهارا چیبا اشاره کرد.